# アーチボルド・ジェームズ・ポッター
アーチボルド・ジェームズ・ポッター（Archibald James Potter または Archie Potter, 1918年9月22日 - 1980年7月5日）は、アイルランドの作曲家。
ベルファスト出身。長老派教会の信徒の家に生まれる。父親は盲目のオルガニスト兼ピアノ調律師で母親はアルコール中毒だった。幼いポッターはイングランドのケント州に住む叔母のもとに逃れた。その後、美しい声と音楽の才能を認められて合唱団にボーイソプラノとして入団した。合唱団員として4年すごした後、1933年にブリストルのクリフトン・カレッジに入った。そこからさらに王立音楽大学に入学し、レイフ・ヴォーン・ウィリアムズに作曲を師事した。
第二次世界大戦によって学業が中断され、ヨーロッパと極東で軍務についた。戦後はダブリンに住み、トリニティ・カレッジで博士号を取得した。1955年にはアイルランド音楽アカデミーの作曲の教授に就任した。
ポッターは戦前にすでに室内楽曲と声楽曲を手掛けていたが、ダブリンでは管弦楽曲が作品の中心となった。初期の作品にはヴォーン・ウィリアムズの田園趣味や民謡の影響がみられる。
1960年代はコーク・バレエ団のために4つのバレエ曲を作曲した。1969年にはそれまでの集大成である『シンフォニア・デ・プロフンディス』がダブリンでアイルランド国立交響楽団によって演奏された。

## 文献
- Irish Composers, Third edition, Dublin: Contemporary Music Centre, 1996.
- Axel Klein: Die Musik Irlands im 20. Jahrhundert, Hildesheimer musikwissenschaftliche Arbeiten, Hildesheim: Georg Olms, 1996. 526 p., ISBN 3-487-10196-3
- Wolfgang Suppan, Armin Suppan: Das Neue Lexikon des Blasmusikwesens, 4. Auflage, Freiburg-Tiengen, Blasmusikverlag Schulz GmbH, 1994, ISBN 3-923058-07-1
- Paul E. Bierley, William H. Rehrig: The heritage encyclopedia of band music : composers and their music, Westerville, Ohio: Integrity Press, 1991, ISBN 0-918048-08-7
- W. H. Grindle, Foreword by The Most Reverend Dr. R. H.A. Eames, Archbishop of Armagh: Irish cathedral music - A history of music at the cathedrals of the Church of Ireland, Belfast: Institute of Irish Studies, 1989.
- Edgar M. Deale: A catalogue of contemporary Irish composers, Dublin: Music Association of, 1974